# Spelunker
Spelunker è un videogioco a piattaforme sviluppato da MicroGraphicImage e pubblicato nel 1983 per Atari 8-bit. Convertito negli anni seguenti per Commodore 64 e MSX, il videogioco è stato distribuito da Irem come arcade e per Nintendo Entertainment System. Quest'ultima versione è stata pubblicata su Virtual Console per Wii, Wii U e Nintendo 3DS. Nel 1987 è stato pubblicato un seguito del titolo Spelunker II: Yūsha e no Chōsen.
Nella versione per Atari 8-bit, il gioco veniva introdotto da Quadri da un'esposizione di Modest Petrovič Musorgskij.

## Modalità di gioco
Spelunker è un platform in stile Pitfall II: Lost Caverns.